# Joint Electronics Type Designation System
Le Joint Electronics Type Designation System, ou JETDS (pour « Système commun de désignation des équipements électroniques »), qui était précédemment connu sous le nom de Joint Army-Navy Nomenclature System, ou AN System, JAN System (pour « Système commun Army-Navy »), est une méthode développée par le Département de la Guerre des États-Unis pendant la Seconde Guerre mondiale pour affecter une désignation non-classifiée à de l'équipement électronique. En 1957, le JETDS fut formalisé sous la forme du document MIL-STD-196,.
Les logiciels informatiques et l'électronique commerciale non modifiée pour lesquels le constructeur conserve le contrôle ne sont pas couverts par ce système de nomenclature.
La version actuelle du document décrivant le fonctionnement de ce système est la MIL-STD-196G, publiée le 30 mai 2018.

## Histoire
Le système JETDS fut adopté le 16 février 1943 par le Joint Communications Board pour tous les nouveaux équipements radio et radar aéroportés de l'US Army et de l'US Navy. Avec le temps, le système fut étendu pour couvrir l'équipement électronique marin, sous-marin et amphibie de l'US Navy et de l'US Marine Corps. Lorsque l'US Air Force fut établie comme un département séparé, elle continua à utiliser le système de désignation pour son équipement électronique. Le JETDS fut adopté par le United States Coast Guard en 1950, le Canada en 1951 et la NSA en 1959, bien que la NSA continua à utiliser son propre système de nomenclature de sécurité des télécommunications TSEC (Telecommunications Security).
En 1957, le département de la Défense des États-Unis accepta une norme du département de la Défense des États-Unis, la MIL-STD-196. Le système a été modifié à plusieurs reprises depuis cette date, avec certains types — par exemple la lettre « B », pour « Pigeon voyageur » — étant délaissés et d'autres — par exemple les ordinateurs et l'équipement cryptographique — étant ajoutés. La dernière version du standard, la MIL-STD-196G, a été publiée le 30 mai 2018.
| Révision                | Date              |
| ----------------------- | ----------------- |
| Original                | 9 mai 1957        |
| MIL-STD-196A            | 16 septembre 1960 |
| MIL-STD-196B            | 7 avril 1965      |
| MIL-STD-196C            | 22 avril 1971     |
| MIL-STD-196D            | 19 janvier 1985   |
| MIL-STD-196E            | 17 février 1998   |
| MIL-STD-196F            | 11 septembre 2013 |
| MIL-STD-196G (actuelle) | 30 mai 2018       |

## Utilisation
D'un point de vue militaire, le matériel électronique inclut généralement les systèmes utilisés dans le traitement de données, la détection et la poursuite (sous-marine, marine, terrestre, aérienne et spatiale), la reconnaissance et l'identification, les aides à la navigation, le contrôle des armements et leur évaluation, les commandes de vol et les contremesures électroniques. Le système de désignation est appliqué aux équipements suivants :
- Matériel électronique de conception militaire ;
- Matériel électronique commercial qui a été modifié pour un usage militaire et nécessite une identification et un contrôle de conception militaires ;
- Matériel électronique prévu pour une utilisation par des agences fédérales ou d'autres gouvernements qui participent au système de désignation.

### Systèmes

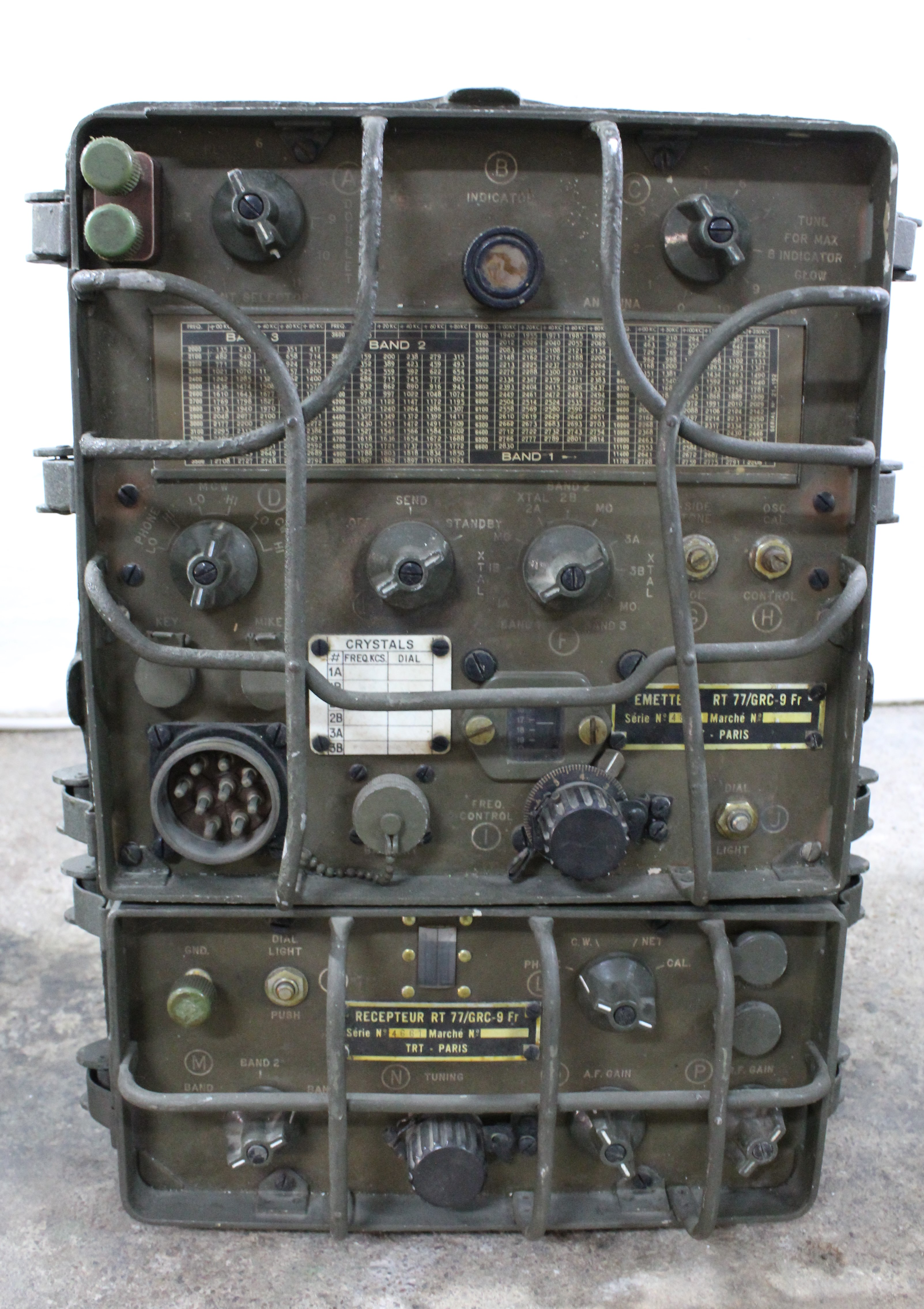
Un émetteur-récepteur RT-77 d'un AN/GRC-9 des forces armées portugaises fabriqué par T.R.T en France. La désignation signifiant AN : ensemble - G : emploi général - R - radio - C : émetteur-récepteur.

Dans le système JETDS, les installations d'équipements complètes ou les systèmes sont désignés par une suite de lettres et de chiffres commençant par le préfixe « AN/ », puis trois lettres, un espace, un nombre et — occasionnellement — quelques lettres optionnelles, sous la forme « AN/AAA-nnn » suivis par un « V » (numéro de version) ou un « T » (de « Training », signifiant « entraînement »).
Les trois lettres indiquent où l'équipement est utilisé, ce qu'il fait et son objectif. Par exemple, l'AN/PRC-77 est une radio portable (« Portable Radio ») utilisée pour les Communications bidirectionnelles. Les numéros de modèle de tout équipement électronique sont assignés de manière séquentielle, ce qui signifie que les nombres les plus élevés désignent les équipements les plus récents.
Les codes à trois lettres ont les significations suivantes :

#### Première lettre: Installation
- A - Aéronef piloté
- B - Mobile sous-marin
- C - Équipement cryptographique (utilisation uniquement par la NSA). Ces systèmes étaient aéro-transportables.
- D - Plateforme sans pilote (drone)
- F - Fixe
- G - Emploi terrestre général
- K - Amphibie
- M - Mobile (terrestre)
- P - Portable
- S - Eau (navire de surface)
- T - Transportable (terrestre)
- U - Utilité générale (emplois multiples)
- V - Véhicule (terrestre)
- W - Surface (eau) et sous-marin combinés
- Z - Véhicules aériens avec et sans pilote combinés

#### Deuxième lettre: Type d'équipement
- A - Lumière invisible, rayonnement thermique (par exemple : Infrarouge)
- B - Sécurité des communications (Communications Security, COMSEC)
- C - Porteuse (onde électronique ou signal)
- D - Détection, identification et traitement de la radioactivité (« Radiac » : Radioactivity Detection, Identification, and Computation)
- E - Laser (anciennement « NUPAC », pour « Nuclear Protection & Control »)
- F - Fibre optique (anciennement « Photographique »)
- G - Télégraphe ou télécopie
- I - Interphone et annonces publiques
- J - Électromécanique ou inertiel (système câblé)
- K - Télémesure
- L - Contre-mesures
- M - Météorologique
- N - Sonore par voie aérienne
- P - Radar
- Q - Sonar et sonore par voie sous-marine
- R - Radio
- S - Spécial ou combinaison de types différents
- T - Téléphone (câblé)
- V - Visuel, lumière visible
- W - Armement (non couvert par les autres lettres)
- X - Facsimilé ou télévision
- Y - Traitement de données ou ordinateur
- Z - Communications (utilisation uniquement par la NSA)

#### Troisième lettre: Objectif
- A - Ensemble auxiliaire
- B - Bombardement
- C - Communications (réception/transmission, bidirectionnelle)
- D - Goniométrie (Direction Finder, reconnaissance et surveillance
- E - Éjection et/ou largage
- G - Contrôle de tir ou orientation d'un phare de recherche
- H - Enregistrement et/ou reproduction
- K - Traitement
- L - n'est plus utilisé (anciennement « contrôle d'un phare de recherche », désormais couvert par la lettre « G »)
- M - Maintenance ou ensemble de test
- N - Aides à la navigation
- P - n'est plus utilisé (anciennement « reproduction », désormais couvert par la lettre « H »)
- Q - Spécial ou combinaison de types différents
- R - Réception ou détection passive
- S - Détection ou calcul de distance ou d'orientation, recherche
- T - Transmission
- W - Pilotage automatique ou contrôle à distance
- X - Identification et reconnaissance/identification
- Y - Surveillance (recherche, détection et poursuite de cible) et contrôle (à la fois contrôle de tir et/ou contrôle aérien)
- Z - Sécurisé (utilisation uniquement par la NSA)

#### Numéro de modèle
Après la désignation à trois lettres et un tiret vient un nombre, identifiant uniquement l'équipement. Différentes versions d'un même équipement peuvent recevoir une lettre additionnelle ou d'autres suffixes (par exemple AN/SPY-1A, AN/SPY-1B, etc.), alors qu'un équipement entièrement nouveau dans la même catégorie reçoit un nouveau nombre (par exemple AN/SPY-3 (en)).

#### Variantes et équipement d'entraînement
- Un suffixe « (V) » (entre parenthèses) indique des composants variables. Un nombre peut suivre le (V) pour identifier une configuration spécifique. Ce même nombre peut aussi identifier la quantité d'équipements requis pour une configuration spécifique ;
- Un suffixe « (P) » (entre parenthèses) indique un module connectable ou un élément d'un système qui change sa fonction, sa fréquence ou ses caractéristiques ;
- Un suffixe « (C) » (entre parenthèses) indique un équipement classifié/cryptographique contrôlé par la NSA ;
- Un suffixe « -T » (avec un tiret) indique un équipement conçu pour l'entraînement à l'utilisation d'une installation spécifique.

Exemples :
- AN/ABC-1(V)4 serait la quatrième version dérivée de l’équipement AN/ABC-1 ;
- OT-1957(V)1/ABC-1(V) serait un OT-1957 requis pour cette configuration particulière ;
- AN/ABC-1(C) serait un élément classifié/cryptographique contrôlé par la NSA ;
- R00(P)/ABC-1 serait un module connectable pour l'équipement AN/ABC-1 ;
- AN/ABC-1-T1 serait la première installation d'entraînement pour l’équipement AN/ABC-1.

### Sous-systèmes
Les sous-systèmes (ou « groupes ») sont désignés par un code à deux lettres, sans le préfixe « AN/ », suivis par un nombre, par un slash « / » et une, deux, ou trois lettres appartenant aux codes de lettres pour les systèmes. Par exemple, BA-1234/PRC serait une batterie pour des installations radio portables. Certains sous-systèmes possèdent la désignation du système principal auxquels ils appartiennent. Par exemple, dans les désignations RT-859/APX-72 et C-6820/APX-72, la partie « /APX-72 » indique que les deux éléments appartiennent au système AN/APX-72.